# Бутрос Бутрос-Гали
Бутрос Бутрос-Гали (арап. بطرس بطرس غالى‏; ‎14. новембар 1922 — 16. фебруар 2016) био је египатски дипломата и шести по реду генерални секретар Уједињених нација од 1. јануара 1992. до 31. децембра 1996.  
Био је професор међународног права на Универзитету у Каиру. Аутор је многобројних научних радова. Биран је на многе положаје у египатској администрацији, а био је и министар иностраних послова, све до избора за генералног секретара УН.

## Гали и рат у Југославији
На предлог Галија 8. јануара 1992. године, Савет безбедности УН резолуцијом 727 изгласао је да се пошаље 50 официра за надгледање прекида рата на подручју СФРЈ, а као претходница већих мировних снага УН. То је била претходница касније мисије УНПРОФОР која се од априла до јуна 1992. године разместила у „заштићеним” зонама Републике Српске Крајине и у Републици Хрватској, али рат није престао. После је послао Марка Гулдинга као свог представника да убеди представнике Републике Српске Крајине да пристану на долазак мировних војника УН у Републику Српску Крајину. Генерални секретар Гали је одобрио крајем јануара 1994. године да његов представник Јасуши Акаши може тражити да НАТО авионима бомбардује положаје Војске Републике Српске. По одобрењу Галија и Акашија, 10. априла 1994. године, НАТО је неколико пута бомбардовао Србе да би спречио њихов улазак у „заштићену зону” Горажде.

## Избори за генералног секретара 1996.
Председник САД Бил Клинтон био је незадовољан генералним секретаром УН Бутросом Бутросом-Галијем. Основна незадовољства у САД деловањем Б. Галија настала су због договора склопљеног између УН и Ирака у мају 1996. године и који је познат као размена „нафта за храну”, а други извор незадовољства било је тражење Галија да се утврди одговорност Израела за бомбардовање избегличког логора у Кани (Либан), који је био под заштитом УН, у априлу 1996. и убиство око 90 лица.  У мају 1996. у новинама су се појавила мишљења да Гали неће добити подршку САД за други мандат на месту генералног секретара УН. У јулу 1996. Б. Гали је добио подршку Кине, Египта и већине држава из Африке, али представници САД у разговору са политичарима других земаља тражили су да изаберу пријатељство са САД, или са генералним секретаром Галијем. У СБ УН представници 14 држава гласали су за избор Б. Галија, али Мадлен Олбрајт, представник САД у СБ, ставила је вето на тај избор 19. новембру 1996. почетком децембра 1996, Египат и друге државе Африке одустале су од подршке Галију и противљења вољи владе из Вашингтона (САД), а средином децембра 1996. СБ УН предложио је и Генерална скупштина УН изабрала је новог генералног секретара Кофи Анана (1.1.1997-31.12.2006).

## Занимљивости
- Бутрос је по вероисповести припадао Коптској оријентално-православној цркви.
- Бутрос је био гост у емисији код Ali G-а[11]